# Фар-Гіллс (Нью-Джерсі)
Фар-Гіллс (англ. Far Hills) — місто (англ. borough) в США, в окрузі Сомерсет штату Нью-Джерсі. Населення — 924 особи (2020).

## Географія
Фар-Гіллс розташований за координатами 40°41′27″ пн. ш. 74°37′18″ зх. д. / 40.69083° пн. ш. 74.62167° зх. д. (40.690871, -74.621571).  За даними Бюро перепису населення США в 2010 році місто мало площу 12,64 км², з яких 12,42 км² — суходіл та 0,22 км² — водойми.

## Демографія
Згідно з переписом 2010 року, у селищі мешкало 919 осіб у 376 домогосподарствах у складі 259 родин. Було 418 помешкань
Расовий склад населення:
| - 95,3 % — білих - 1,8 % — азіатів - 0,7 % — чорних або афроамериканців |

До двох чи більше рас належало 1,6 %. Частка іспаномовних становила 9,6 % від усіх жителів.
За віковим діапазоном населення розподілялося таким чином: 24,0 % — особи молодші 18 років, 59,7 % — особи у віці 18—64 років, 16,3 % — особи у віці 65 років та старші. Медіана віку мешканця становила 45,5 року. На 100 осіб жіночої статі у селищі припадало 93,5 чоловіків;  на 100 жінок у віці від 18 років та старших — 96,6 чоловіків також старших 18 років.
Середній дохід на одне домашнє господарство  становив 214 428 доларів США (медіана — 103 333), а середній дохід на одну сім'ю — 249 111 долар (медіана — 122 778). За межею бідності перебувало 4,3 % осіб, у тому числі 4,1 % дітей у віці до 18 років та 1,4 % осіб у віці 65 років та старших.
Цивільне працевлаштоване населення становило 531 осіб. Основні галузі зайнятості: фінанси, страхування та нерухомість — 16,2 %, освіта, охорона здоров'я та соціальна допомога — 16,2 %, науковці, спеціалісти, менеджери — 15,8 %.